# Cazalla (bebida)

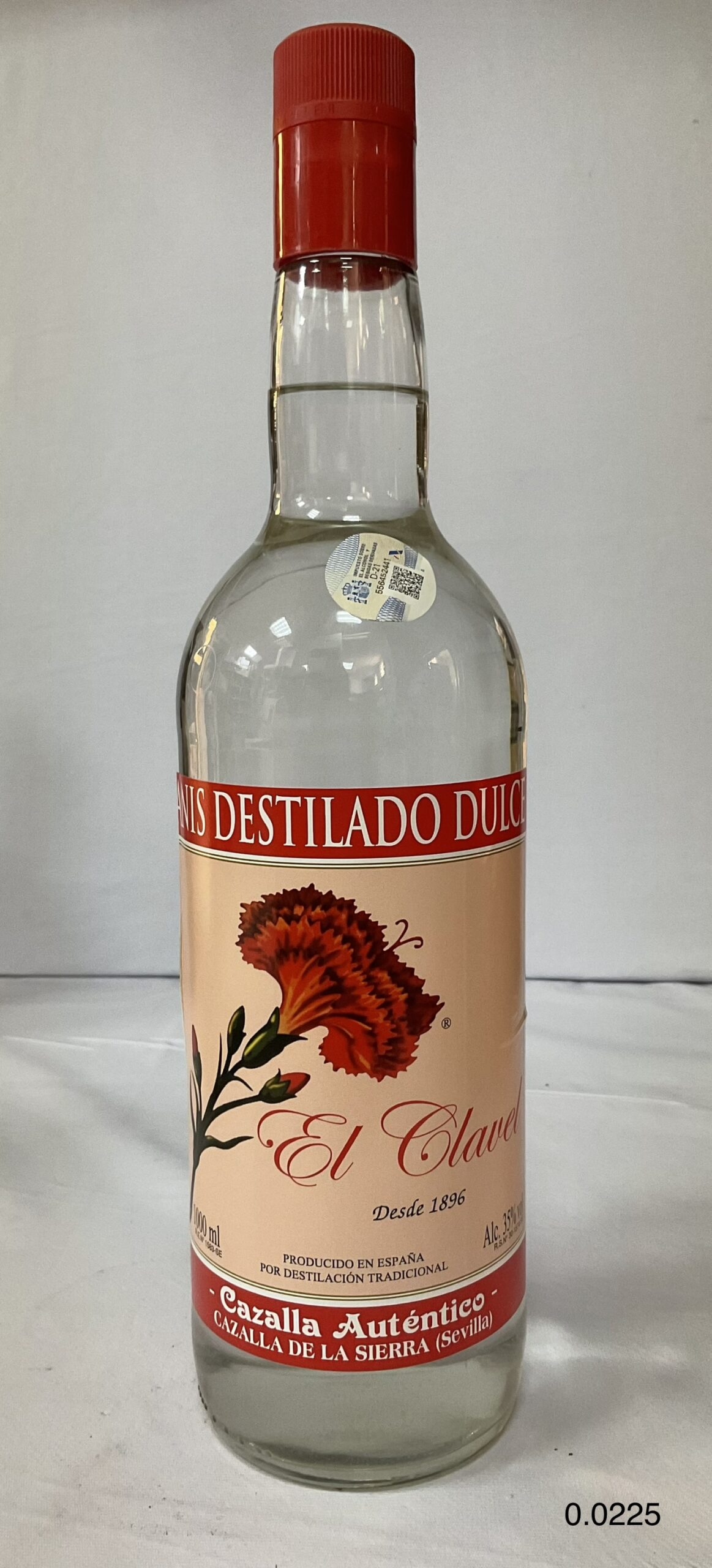

Bebida alcohólica obtenida por destilación de anís y de color transparente". Originalmente de Cazalla de la Sierra, población de la provincia de Sevilla.
Su origen es en la Localidad de Constantina (Sevilla) dónde existían decenas de destilerías. Se le denominó Cazalla al ser empacado en cajas de madera para su exportación por tren y llevarse a la estación de Cazalla ubicado entre Constantina y Cazalla. Su exportación era principalmente a la Islas Británicas. Allí se les ponía el sello de Cazalla en las cajas y fue el nombre que tomó. Debido a ello en Cazalla se fundaron nuevas destilerías , llegando a ser el principal productor de anisados, siendo así hasta la actualidad.
Se documenta por primera vez, con la variante ''caçalla'' y la acepción 'bebida alcohólica obtenida por destilación de anís y de color transparente', en 1635, en la comedia ''El premio del bien hablar'', de L. de Vega Carpio, y se consigna por vez primera en el ''Vocabulario Andaluz'' (1951) de Alcalá Venceslada.
El cazalla es un aguardiente compuesto de anís .La gran mayoría de los licores de anís tienen como base etílica un alcohol puro e insípido. Pero antes de la invención del alambique de columnas, que permite destilar a 96 grados, siendo el resto agua, no era posible. Más que de un licor de anís, se trataba de un aguardiente de vino anisado. Entre esos productores de aguardiente de vino anisado destacaron los pueblecitos serranos de Ojén, Rute y Cazalla.
El Cazalla puede ser seco, dulce, e incluso un ligado que es una mezcla de ambos.